# 河边美穗
河边美穗（1974年7月2日—）是一名日本女子花样游泳运动员。她曾参加了1996年悉尼奥林匹克运动会，并在比赛中获得女子花样游泳比赛团体铜牌。